# America Ferrera
America Georgine Ferrera (rođena 18. travnja 1984.) američka je filmska i televizijska glumica poznata po ulozi Betty Suarez u seriji Ružna Betty.

## Životopis

### Rani život
Ferrera, najmlađa u obitelji šestero djece, je rođena u Los Angelesu, Kaliforniji, kao America Georgina Ferrera. Roditelji su joj imigrirali u SAD iz Hondurasa sredinom 1970-ih godina. Majka joj je radila kao direktorica osoblja zaduženog za čišćenje u hotelu Hilton. Razvela se od Americinog oca, te je odgojila svoje šestero djece na riži i grahu, istovremeno ističući važnost visokog obrazovanja. Ferrera je kao dijete prezirala svoje prvo ime "America", sve dok se nije počela profesionalno baviti glumom.
Odrasla je u Woodland Hills, Kaliforniji gdje je pohađala osnovnu školu "George Ellery Hale", te kasnije srednju "El Camino Real". Već je u dobi od 7 godina, kada je dobila ulogu u školskoj preradi djela "Hamlet", znala da će postati izvođačica. Nastupala je i u mnogim srednjoškolskim predstavama.

### Karijera
2002. godine, America dobiva svoju prvu ulogu i to u dječjem filmu Disney Channel "Gotta Kick It Up!". Nakon još par filmova i gostovanja u televizijskim serijama, America dobiva ulogu u tinejdžerskom hit filmu "Čarobne hlače" (The Sisterhood of the Traveling Pants). Za ulogu tinejdžerice Carmen u spomenutom filmu dobiva nagradu "Movieline filmsko otkriće 2005. godine". U prosincu 2005. pojavila se u kazališnoj predstavi "Pas vidi Boga: Ispovijedi tinejdžerske glupače", režisera Tripa Cullmana.
2006. godine dobiva ulogu koja će joj donijeti svjetsku slavu, simpatične Betty Suarez u hit-seriji "Ružna Betty", adaptaciji kolumbijske telenovele "Yo soy Betty, la Fea". Ferrera je za tu ulogu morala promijeniti svoj izgled, nositi debele naočale, staviti aparatić za zube i udebljati se.
Za ulogu Betty Suarez, neugledne modne kritičarke, America je osvojila "Zlatni Globus" 2007. godine u kategoriji "najbolje glumice u televizijskoj seriji, komediji ili mjuziklu" pobijedivši tako veteranke Marciju Cross, Felicity Huffman, Juliju Louis-Dreyfuss i Mary-Louise Parker. Iste godine, u kategoriji "najbolje ženske glumice u humorističnoj seriji" osvaja i nagrade SAG (Screen Actors Guild) i Emmy.

## Filmografija

### Televizijske uloge
- "Ružna Betty" (Ugly Betty) kao Betty Suarez (2006. – 2010.)
- "CSI: Las Vegas" (CSI: Crime Scene Investigation) kao April Perez (2004.)
- "Dodir anđela" (Touched by an Angel) kao Charlee (2002.)

### Filmske uloge
- "Our Family Wedding" kao Lucia Ramirez (2010.)
- "Kako izdresirati zmaja" (How to Train Your Dragon) kao Astrid (glas) (2010.)
- "The Dry Land" kao Sarah (2010.)
- "Zvončica" (Tinker Bell) kao Fawn (glas) (2008.)
- "Čarobne hlače 2" (The Sisterhood of the Traveling Pants 2) kao Carmen Lowell (2008.)
- "Ispod istog mjeseca" (La misma luna) kao Marta (2007.)
- "Hacia la oscuridad" kao Luiza (2007.)
- "Muertas" kao Rebecca (2007.)
- "Grad čelika" (Steel City) kao Amy Barnes (2006.)
- "3:52" kao Kate (2005.)
- "Gospodari Dogtowna" (Lords of Dogtown) kao Thunder Monkey (2005.)
- "Čarobne hlače" (The Sisterhood of the Traveling Pants) kao Carmen Lowell (2005.)
- "How the Garcia Girls Spent Their Summer" kao Blanca (2005.)
- "Plainsong" kao Victoria Roubideaux (2004.)
- "Darkness Minus Twelve" kao Luiza (2004.)
- "$5.15/Hr" (2004.)
- "Real Women Have Curves" kao Ana Garcia (2002.)
- "Gotta Kick It Up!" kao Yolanda (2002.)
- "Barbie" (2023.)

## Vanjske poveznice
- America Ferrera u internetskoj bazi filmova IMDb-u (engl.)
- Službena stranica  Arhivirana inačica izvorne stranice od 3. prosinca 2009. (Wayback Machine)